# Сяньнін
Сяньнін (кит. спр. 咸宁市, піньїнь: Xiánníng Shì) — місто-округ у центральнокитайській провінції Хубей.

## Географія
Сяньнін розташовується у південно-східній частині провінції.

### Клімат
Місто знаходиться у зоні, котра характеризується вологим субтропічним кліматом. Найтепліший місяць — липень із середньою температурою 29.3 °C (84.7 °F). Найхолодніший місяць — січень, із середньою температурою 4.7 °С (40.5 °F).
| Клімат Сяньніна         | Клімат Сяньніна | Клімат Сяньніна | Клімат Сяньніна | Клімат Сяньніна | Клімат Сяньніна | Клімат Сяньніна | Клімат Сяньніна | Клімат Сяньніна | Клімат Сяньніна | Клімат Сяньніна | Клімат Сяньніна | Клімат Сяньніна | Клімат Сяньніна |
| Показник                | Січ.            | Лют.            | Бер.            | Квіт.           | Трав.           | Черв.           | Лип.            | Серп.           | Вер.            | Жовт.           | Лист.           | Груд.           | Рік             |
| Середня температура, °C | 4,7             | 6,2             | 10,9            | 17,1            | 22,2            | 25,9            | 29,3            | 29              | 24,2            | 18,6            | 12,5            | 6,8             | 17,3            |
| Норма опадів, мм        | 45              | 70.5            | 117.7           | 168             | 191.5           | 238.3           | 143.5           | 121.8           | 81.8            | 82.4            | 62.9            | 36.7            | 1360.1          |
| Днів з опадами          | 11,7            | 12,4            | 15,9            | 16,5            | 15,1            | 13              | 10              | 9,1             | 9,6             | 11,5            | 11,7            | 10,5            | 147             |
| Вологість повітря, %    | 76.3            | 78.1            | 80.3            | 80.9            | 79.4            | 80.2            | 78.2            | 77.6            | 78.5            | 78.4            | 77.1            | 74.5            | 78.3            |
| ----------------------- | --------------- | --------------- | --------------- | --------------- | --------------- | --------------- | --------------- | --------------- | --------------- | --------------- | --------------- | --------------- | --------------- |
| Джерело: Weatherbase    |                 |                 |                 |                 |                 |                 |                 |                 |                 |                 |                 |                 |                 |